# Kreis Vasvár
Der Kreis Vasvár (ungarisch Vasvári járás) ist ein Kreis im Süden des westungarischen Komitats Vas. Er grenzt im Westen an den Kreis Körmend, im Norden und Nordosten an den Kreis Sárvár. Im Südosten und Süden bildet das Komitat Zala mit den Kreisen Zalaszentgrót und Zalaegerszeg die Grenze.

## Geschichte
Im Zuge der ungarischen Verwaltungsreform ging der Kreis Anfang 2013 als Nachfolger des gleichnamigen Kleingebiets (ungarisch Vasvári kistérség) unverändert hervor.

## Gemeindeübersicht
Der Kreis Vasvár hat eine durchschnittliche Gemeindegröße von 581 Einwohnern auf einer Fläche von 16,27 Quadratkilometern. Der Kreissitz befindet sich in der einzigen Stadt, Vasvár. Die Bevölkerungsdichte beträgt etwa die Hälfte des Komitatswertes.
| 23 Gemeinden      | Status   | Herkunft Kleingebiet | Einwohnerzahl | Einwohnerzahl | Einwohnerzahl | Fläche (km²) | Bevölkerungs- dichte (Ew./km²) |
| 23 Gemeinden      | Status   | Herkunft Kleingebiet | 01.10.2011    | 01.01.2013    | 01.01.2016    | 01.01.2016   | Bevölkerungs- dichte (Ew./km²) |
| ----------------- | -------- | -------------------- | ------------- | ------------- | ------------- | ------------ | ------------------------------ |
| Alsóújlak         | Gemeinde | Vasvár               | 619           | 599           | 593           | 21,02        | 28,2                           |
| Andrásfa          | Gemeinde | Vasvár               | 278           | 222           | 243           | 8,23         | 29,5                           |
| Bérbaltavár       | Gemeinde | Vasvár               | 544           | 558           | 533           | 25,67        | 20,8                           |
| Csehi             | Gemeinde | Vasvár               | 256           | 246           | 224           | 9,34         | 24,0                           |
| Csehimindszent    | Gemeinde | Vasvár               | 364           | 363           | 359           | 15,43        | 23,3                           |
| Csipkerek         | Gemeinde | Vasvár               | 327           | 342           | 316           | 13,13        | 24,1                           |
| Egervölgy         | Gemeinde | Vasvár               | 339           | 352           | 330           | 8,86         | 37,2                           |
| Gersekarát        | Gemeinde | Vasvár               | 627           | 648           | 642           | 19,92        | 32,2                           |
| Győrvár           | Gemeinde | Vasvár               | 641           | 594           | 648           | 16,59        | 39,1                           |
| Hegyhátszentpéter | Gemeinde | Vasvár               | 162           | 105           | 130           | 6,84         | 19,0                           |
| Kám               | Gemeinde | Vasvár               | 400           | 398           | 410           | 15,30        | 26,8                           |
| Mikosszéplak      | Gemeinde | Vasvár               | 323           | 312           | 297           | 18,66        | 15,9                           |
| Nagytilaj         | Gemeinde | Vasvár               | 143           | 138           | 119           | 15,66        | 7,6                            |
| Olaszfa           | Gemeinde | Vasvár               | 396           | 383           | 380           | 16,54        | 23,0                           |
| Oszkó             | Gemeinde | Vasvár               | 672           | 662           | 631           | 20,31        | 31,1                           |
| Pácsony           | Gemeinde | Vasvár               | 272           | 285           | 279           | 10,01        | 27,9                           |
| Petőmihályfa      | Gemeinde | Vasvár               | 226           | 203           | 204           | 9,95         | 20,5                           |
| Püspökmolnári     | Gemeinde | Vasvár               | 881           | 878           | 864           | 15,10        | 57,2                           |
| Rábahídvég        | Gemeinde | Vasvár               | 994           | 1.024         | 1.017         | 22,41        | 45,4                           |
| Sárfimizdó        | Gemeinde | Vasvár               | 88            | 83            | 80            | 7,46         | 10,7                           |
| Szemenye          | Gemeinde | Vasvár               | 297           | 318           | 334           | 11,80        | 28,3                           |
| Telekes           | Gemeinde | Vasvár               | 531           | 523           | 511           | 10,81        | 47,3                           |
| Vasvár            | Stadt    | Vasvár               | 4.387         | 4.387         | 4.229         | 55,10        | 76,8                           |
| Kreis Vasvár      |          |                      | 13.767        | 13.623        | 13.373        | 374,14       | 35,7                           |